# November 1988
Portal Geschichte | Portal Biografien | Aktuelle Ereignisse | Jahreskalender | Tagesartikel

◄ |
19. Jahrhundert |
20. Jahrhundert
| 21. Jahrhundert

◄ |
1950er |
1960er |
1970er |
1980er
| 1990er | 2000er | 2010er | ►

◄ |
1984 |
1985 |
1986 |
1987 |
1988
| 1989 | 1990 | 1991 | 1992 | ►

◄ |
August 1988 |
September 1988 |
Oktober 1988 |
November 1988 |
Dezember 1988 |
Januar 1989 |
Februar 1989 |
►
Dieser Artikel behandelt aktuelle Nachrichten und Ereignisse im November 1988.

## Tagesgeschehen

### Dienstag, 1. November 1988

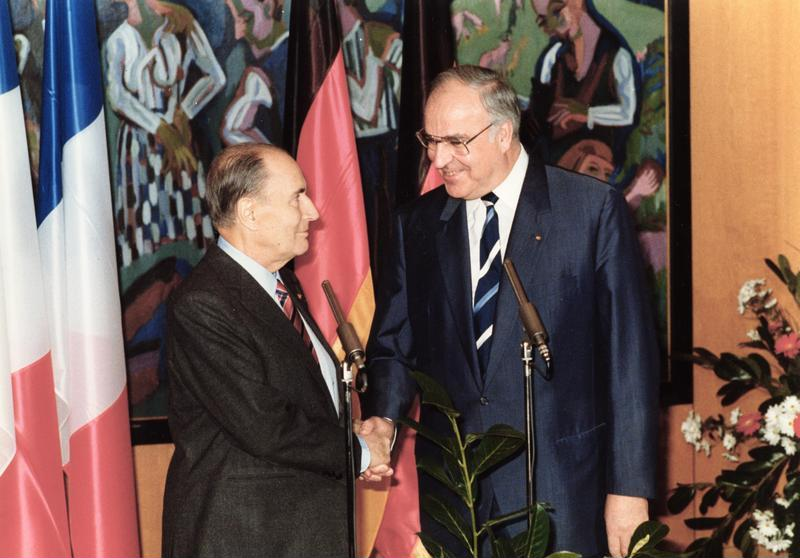
François Mitterrand empfängt Helmut Kohl

- Aachen/Deutschland: Der Karlspreis wird an den französischen Präsidenten François Mitterrand und an Bundeskanzler Helmut Kohl (CDU) übergeben für ihr Streben um „dauerhafte Freundschaft ihrer Länder und um Erhaltung und Festigung der  Europäischen Gemeinschaft“.[1]
- Bonn/Deutschland: Der Ministerpräsident von Schleswig-Holstein Björn Engholm (SPD) tritt sein Amt als Präsident des Bundesrates an.[2]
- Peking/China: Die Öffnungspolitik der Volksrepublik China gegenüber den Staaten der westlichen Welt führt dazu, dass in dem sozialistisch regierten Land in Fernost erstmals ein Goethe-Institut der Bundesrepublik Deutschland die Arbeit aufnimmt.[3]

### Sonntag, 6. November 1988
- Lancang, Menglian/China: Bei einem Erdbeben der Stärke 7,0 MS in der südwestchinesischen Provinz Yunnan sterben mindestens 730 Menschen.[4]

### Dienstag, 8. November 1988

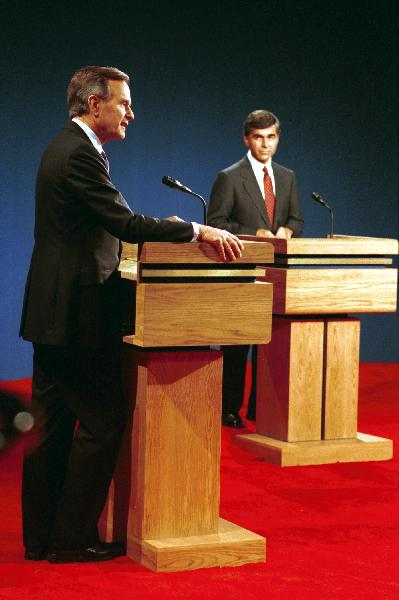
George Bush, Michael Dukakis

- Washington, D.C./Vereinigte Staaten: Bei der Präsidentschaftswahl in den Vereinigten Staaten gewinnt Vize-Präsident George Bush von der Republikanischen Partei 426 Wahlmänner im Electoral College. Nur 111 Wahlmänner fallen Michael Dukakis von der Demokratischen Partei zu. Bei der gleichzeitig durchgeführten Wahl zum Senat bauen allerdings die Demokraten ihre Mehrheit um einen Sitz aus und auch die Wahl zum Repräsentantenhaus bestätigt die Demokraten als Mehrheitspartei.[5]

### Mittwoch, 9. November 1988
- Frankfurt am Main/Deutschland: Das Jüdische Museum öffnet als das erste kommunale Museum zum Thema Judentum in den beiden deutschen Staaten nach der Massenermordung europäischer Juden im Holocaust, als deren Folge im November 1988 in der BRD und in der DDR nur noch circa 30.000 Einwohner jüdischen Glaubens leben. Jahrhundertelang war Frankfurt am Main zuvor ein Zentrum jüdischen Lebens.[6]

### Freitag, 11. November 1988
- Bonn/Deutschland: Der Präsident des Deutschen Bundestags Philipp Jenninger (CDU) tritt zurück. Im Parlament versuchte er tags zuvor in seiner Rede in Gedenken an die Novemberpogrome 1938, die Begeisterung der Deutschen für den Nationalsozialismus (NS) zu erklären, und löste Verstörung und Ablehnung aus, als er die Verurteilung der NS-Zeit nicht deutlich genug zur Geltung brachte.[7]
- Genf/Schweiz: Am Schlusstag des ersten Treffens des Weltklimarates Intergovernmental Panel on Climate Change (IPCC) kommen die Vertreter der teilnehmenden Staaten und verschiedener Nichtregierungsorganisationen darin überein, dass für weitere Überlegungen eine wissenschaftliche Bestandsaufnahme des Klimawandels notwendig sei. Der IPCC ist eine Initiative des Umweltprogramms der Vereinten Nationen (UN) sowie der Weltorganisation für Meteorologie der UN.[8]
- Mainz/Deutschland: Der Ministerpräsident von Rheinland-Pfalz Bernhard Vogel scheidet nach zwölf Jahren freiwillig aus dem Amt, nachdem sich die Delegierten des CDU-Landesparteitags nicht für ihn, sondern für Hans-Otto Wilhelm als Führungsperson in ihrem Landesverband aussprachen.[9]

### Dienstag, 15. November 1988

Das PLO-Logo zeigt Palästina (hellgrün) unter Einbeziehung des heutigen Israels

- Algier/Algerien: Der Nationalrat der Palästinensischen Befreiungsorganisation (PLO) verabschiedet sich indirekt von dem Ziel, unter Einbeziehung des gesamten Staatsgebiets Israels einen palästinensischen Staat zu verwirklichen, als es symbolisch die aktuell bestehenden Palästinensischen Autonomiegebiete zum „Staat Palästina“ erklärt und damit die Existenz zweier Staaten zwischen dem Mittelmeer und dem Fluss Jordan anerkennt – allerdings steht die palästinensische Bevölkerung nicht geschlossen hinter der PLO.[10]

### Mittwoch, 16. November 1988
- Straßburg/Frankreich: San Marino tritt als 22. Mitgliedstaat dem Europarat bei.[11]
- Tallinn/Sowjetunion: Der Oberste Sowjet der Estnischen SSR nimmt die Estnische Unabhängigkeitserklärung an. Laut Erklärung genießen die in der Estnischen SSR verabschiedeten Gesetze Vorrang gegenüber den Gesetzen der Sowjetunion. Der Schritt erfolgt ohne Abstimmung mit der sowjetischen Zentralregierung in Moskau.[12]

### Samstag, 19. November 1988

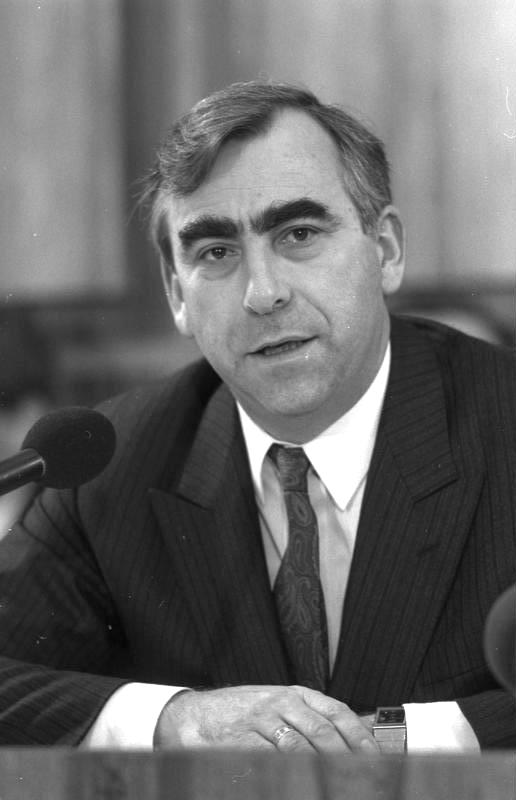
Theo Waigel

- Berlin/Deutschland: Die führende DDR-Zeitung Neues Deutschland meldet, dass die Abonnementen der sowjetischen Zeitschrift Sputnik in der DDR auf ministerielle Anordnung hin nicht mehr bedient werden. Seit gut drei Jahren finden sich in der Zeitschrift sehr kritische Berichte über die Realität in der sozialistischen Gesellschaft.[13]
- München/Deutschland: Die Delegierten des Parteitags der CSU wählen Theo Waigel zum Nachfolger ihres verstorbenen Parteivorsitzenden Franz Josef Strauß.[14]

### Montag, 21. November 1988
- Bonn/Deutschland: Die katholische Laienorganisation Zentralkomitee der deutschen Katholiken wählt mit Rita Waschbüsch erstmals eine Frau in das Präsidentenamt der Vereinigung.[15]
- Wien/Österreich: Nach der Aberkennung des Status der Nationaldemokratischen Partei (NDP) als politische Partei im Juni durch den Verfassungsgerichtshof, der hierzu auf das Verbotsgesetz des Jahres 1947 verwies, lösen die Behörden heute auch den aus der Partei hervorgegangenen Verein NDP auf.[16]

### Donnerstag, 24. November 1988
- Wien/Österreich: Das begehbare Mahnmal gegen Krieg und Faschismus des Bildhauers Alfred Hrdlicka auf dem Albertinaplatz wird der Öffentlichkeit übergeben. Die verschiedenen Plastiken behandeln die Themen Reibpartie, Konzentrationslager, Massenmord, Luftkrieg, Unabhängigkeitserklärung und Wiedergeburt Österreichs.[17]

### Montag, 28. November 1988
- München/Deutschland: Der Landesverband Bayern e. V. im Börsenverein des Deutschen Buchhandels und die Stadt München verleihen den Literaturpreis Geschwister-Scholl-Preis an das Buch Der Brautpreis der 1906 im Deutschen Reich geborenen und 1935 in die Niederlande emigrierten Schriftstellerin Grete Weil.[18]

### Mittwoch, 30. November 1988
- Darmstadt/Deutschland: Der Bauingenieur Alois M. Schader gründet die Schader-Stiftung. Er vertritt die Meinung, dass die öffentlichen Wohnungsbauprogramme am zukünftigen Bedarf vorbeigehen, und will mit seiner Stiftung den wissenschaftlichen Austausch über das Phänomen des Sozialen Wandels fördern.[19]
- New York/Vereinigte Staaten: Die Finanzberater des Konzerns RJR Nabisco entscheiden sich für die Übernahme des Unternehmens durch die Beteiligungsgesellschaft Kohlberg Kravis Roberts & Co. Der vereinbarte Preis beträgt 25 Milliarden US-Dollar. RJR Nabisco entstand 1985 aus der Fusion des Lebensmittelherstellers Nabisco mit der R. J. Reynolds Tobacco Company.[20]

## Weblinks

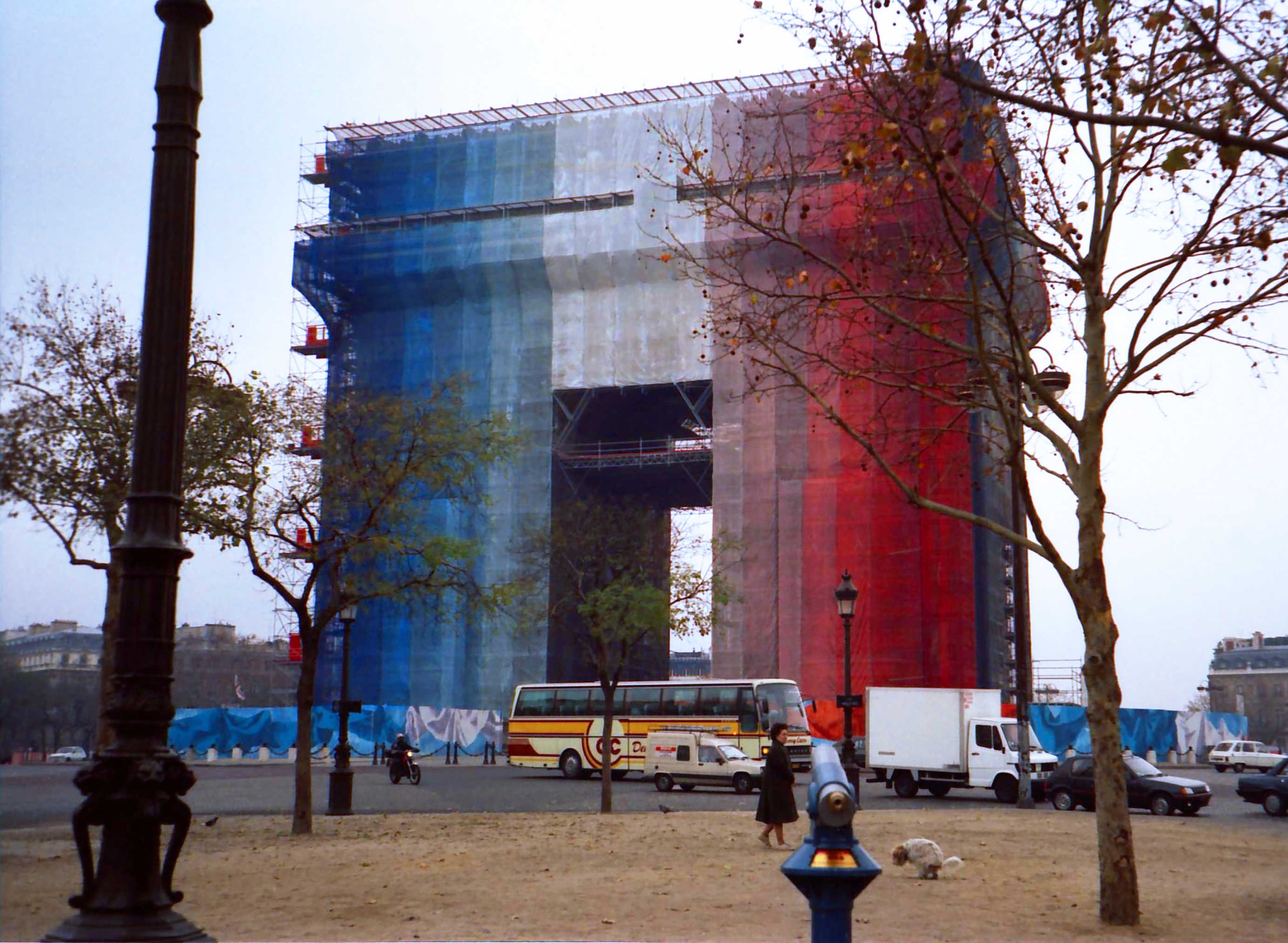
Paris im November 1988